# Acrocercops zygonoma
Acrocercops zygonoma là một loài bướm đêm thuộc họ Gracillariidae. Nó được tìm thấy ở Ấn Độ (Bihar).
Ấu trùng ăn các loài Mangifera indica và Gossypium. Chúng có thể ăn lá nơi chúng làm tổ.